# Actia hargreavesi
Actia hargreavesi är en tvåvingeart som beskrevs av Charles Howard Curran 1933. Actia hargreavesi ingår i släktet Actia och familjen parasitflugor.
Artens utbredningsområde är Uganda. Inga underarter finns listade i Catalogue of Life.